# Milviscutulus ciliatus
Milviscutulus ciliatus är en insektsart som beskrevs av Williams och Watson 1990. Milviscutulus ciliatus ingår i släktet Milviscutulus och familjen skålsköldlöss. Inga underarter finns listade i Catalogue of Life.